# 米哈伊利夫卡 (日梅林卡區)
48°48′27″N 28°17′26″E / 48.80750°N 28.29056°E
米哈伊利夫卡（烏克蘭語：Михайлівка）是位於烏克蘭西南部的村莊，由文尼察州日梅林卡區的穆拉法市鎮負責管轄。該村面積23.6平方公里，海拔高度277米，2001年人口1,888，人口密度每平方公里80人。